# Nisaba

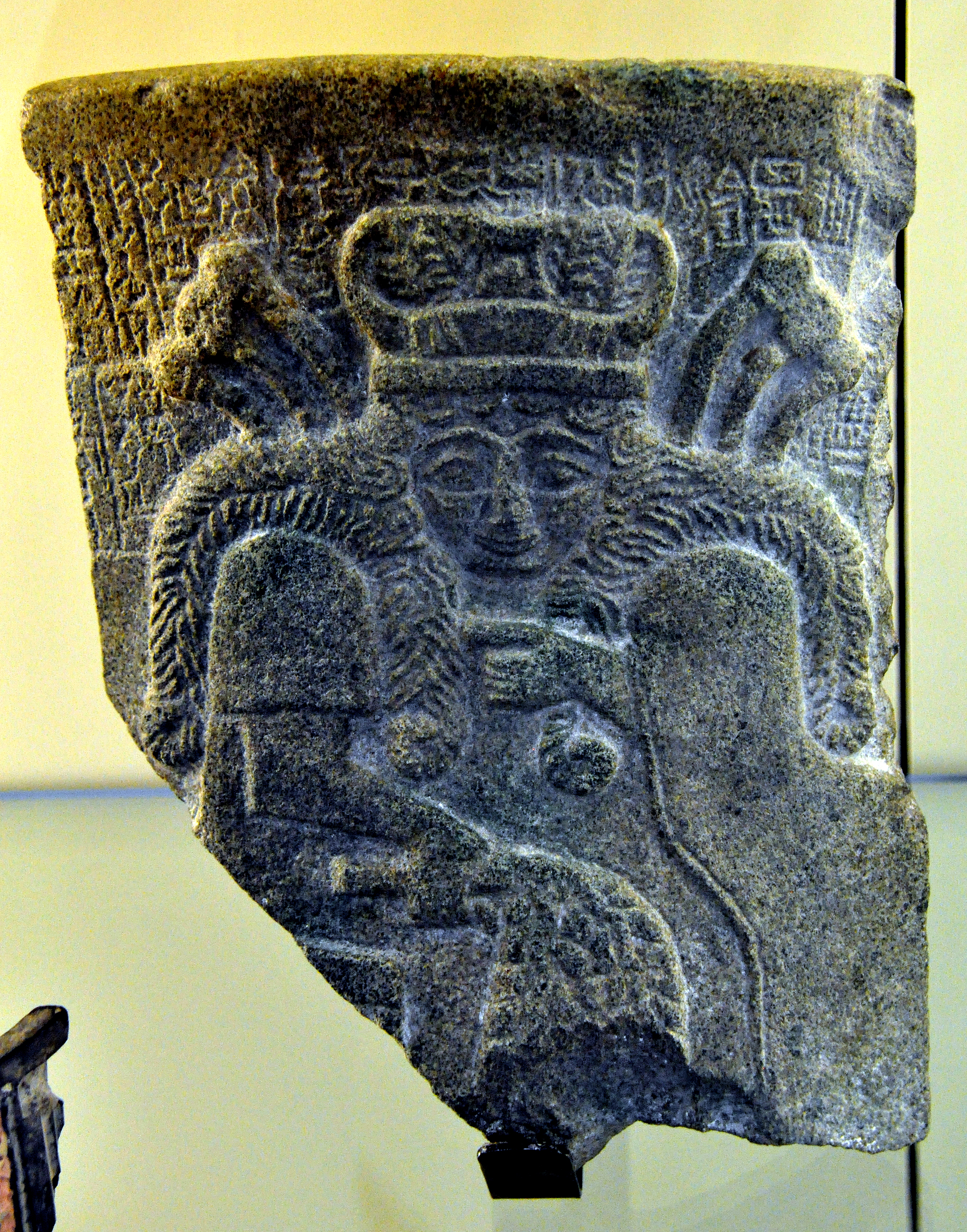
Diosa sumeria Nisaba (c. 2430 a. C.) - Sur de Mesopotamia, Irak

Nidaba, Nisaba o Nanibgal fue una diosa de la fertilidad en Sumeria y de la escritura y la astrología en Asiria, también fue asistente de Nanshe. Se la suele mencionar como hija de Enlil, pero más tarde aparece como hija de Enki o incluso de An (¿hermana de Nanshe y Ningirsu?). En "Enlil y Ninlil: El casamiento de Sud" de Miguel Civil, también aparece como mencionada como si fuera la misma figura que Nunbarsegunu y en esos casos figura como esposa de Haia y madre de la diosa Ninlil. Su centro de culto fue el E-Zagin, en Uruk y Umma.